# Porte de Clichy metróállomás
Gare de Porte de Clichy metróállomás Franciaország fővárosában, Párizsban. Az állomást a 13-as és a 14-es metróvonal érinti, átszállási lehetőség van a RER C vonalra is a szomszédos Gare de la Porte de Clichy nevű állomáson.

## Vasútvonalak
Az állomást az alábbi vasútvonalak érintik:
- 13-as metróvonal
- 14-es metróvonal

## Kapcsolódó állomások
A vasútállomáshoz az alábbi állomások vannak a legközelebb:
- Mairie de Clichy (Les Courtilles, 13-as metróvonal)
- Brochant (Châtillon - Montrouge, 13-as metróvonal)
- Saint-Ouen (2020–, Saint-Denis Pleyel, 14-es metróvonal)
- Pont Cardinet (2020–, Aéroport d'Orly, 14-es metróvonal)

## Képek

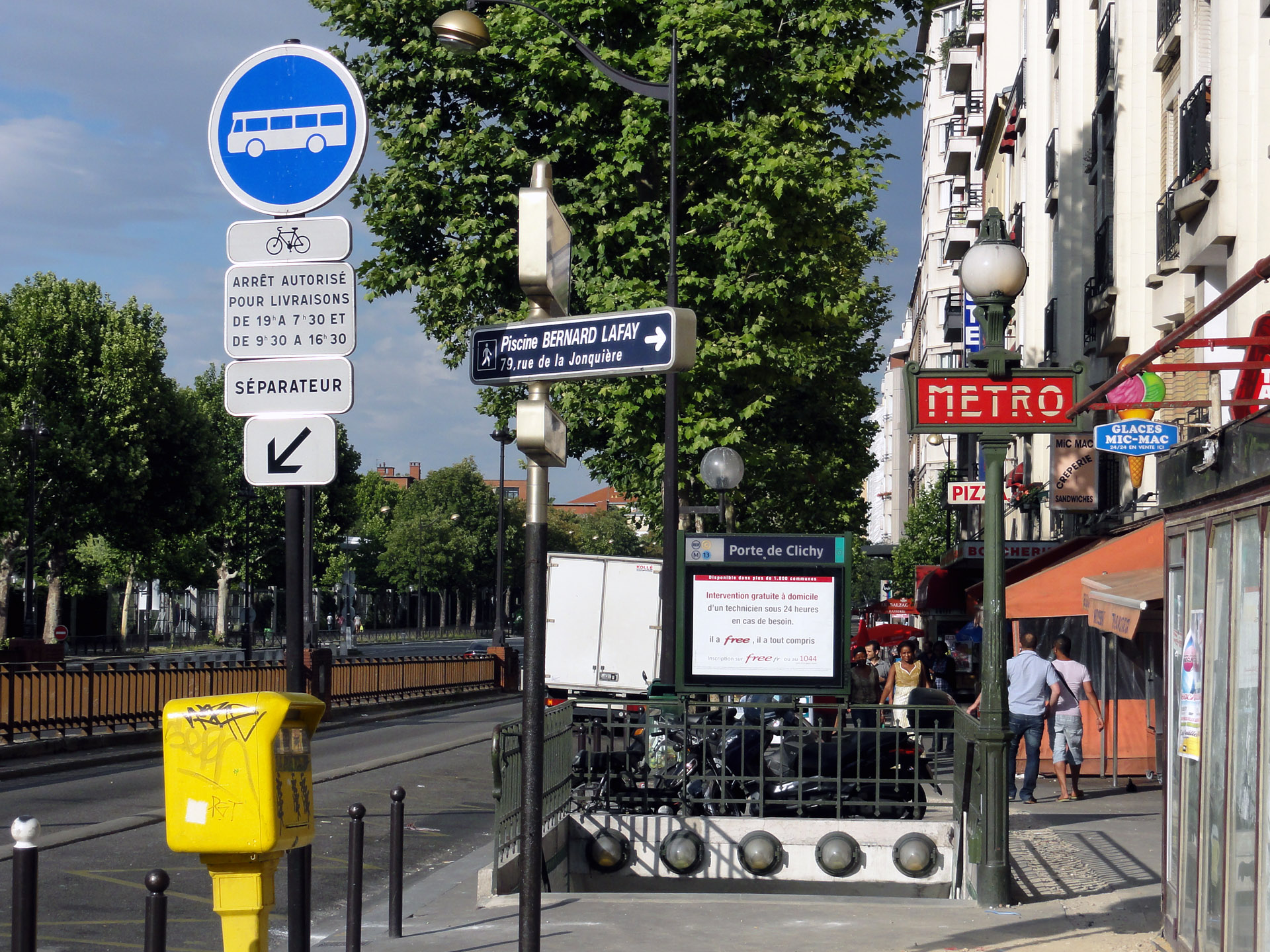
A Porte de Clichy állomás bejárata
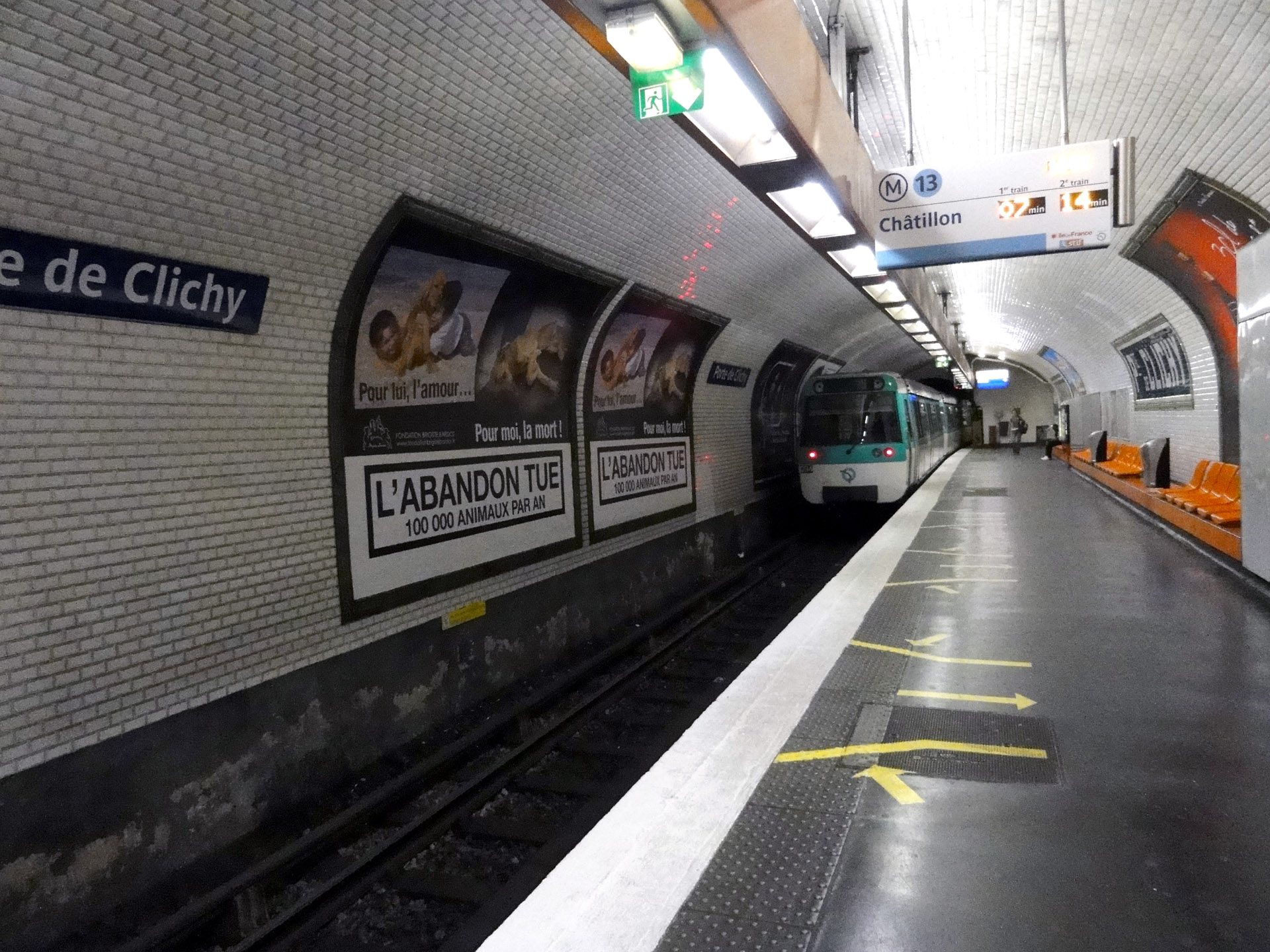
MF 77 sorozatú metrószerelvény az állomáson
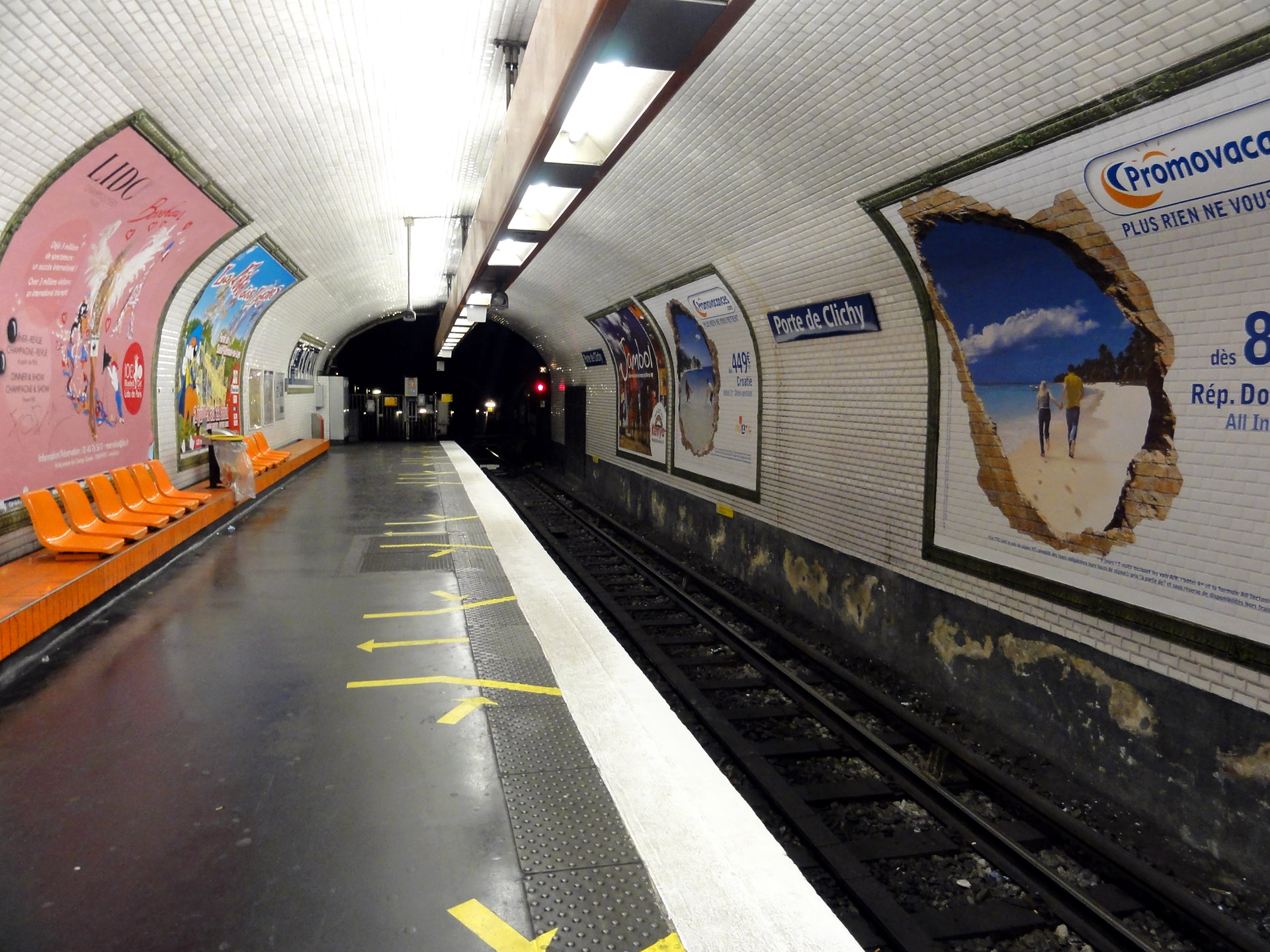
A 13-as metróvonal peronjai

## Lásd még
- Párizs metróállomásainak listája